# Мухаммад I ар-Рашид
Мухаммад I ар-Рашид (араб. أبو عبد الله محمد الرشيد باي; нар. 1710 — 12 лютого 1759) — 3-й бей Тунісу з династії Хусейнидів в 1756—1759 роках.

## Життєпис

### Молоді роки
Син бея Аль-Хусейна I та корсиканки-наложниці. Народився 1710 року в Тунісі. Здобув гарну освіту. 1725 року оголошений спадкоємцем трону (бей аль-махала), що спричинило конфлікт батька та його названого сина Алі (був одночасно стриєчним братом Мухаммада).
1735 року Аль-Хусейна I було повалено алжирськими військами, що сприяли захопленню влади Алі. Мухаммад та його брат Алі втекли спочатку до Суза, а потім — Кайруану. тут вірні Аль-Хусейну війська боролися проти Алі I до 1740 року, коли місто було захоплено, а Аль-Хусейна старчено. Мухаммад втік до Алжир, а його брат до Костянтини.

### Панування
1755 року перебрався до Костянтини, де все ще знаходився його брат. 1756 року за підтримки алжирських військ повалив стриєчного брата — бея Алі I, захопивши Туніс. Проте через поділ здобичі погиркався з алжирським деєм Алі II. В результаті Мухаммад I вимушений був тікати до Барди, його брат Алі — Сфаксу. Туніс за підтримки яничар був захоплений алжирцями. Втім спроби останніх захопити Барду і Сфакс виявилися невдалими. Тому було домовлено про сплату одночасно алжирському дею 35 мулів срібла та щорічну данину в 50 тис. піастрів.
Наступні роки приділяв зміцненню влади в Тунісі. Помер Мухаммад I 1759 року. Йому спадкував брат Алі II.

## Творчість
Був відомий як поет і музика. В його доробку є декілька поетичних збірок. Також був шанувальником арабоандалузької музики, яку збагатив турецькими і італійськими мотивами. Грав власні твори перед почтом в саду Мануба. В своєму палаці в Бардо створив музичну школу. На його честь музична спілка Тунісу 1934 року отримала назва Рашидійя.